# 奥布费尔登
奥布费尔登（德語：Obfelden）是瑞士联邦苏黎世州阿福尔特恩区的市镇。该市镇面积为7.54平方千米，海拔高度430米，2018年12月31日人口数为5,592。

## 外部連結
- 奥布费尔登官方网站（页面存档备份，存于） （德文）